# Gerhard Bold
Gerhard „Gerd“ Bold (* 16. März 1955 in Rodalben) ist ein ehemaliger deutscher Fußballspieler.

## Karriere
Bold begann seine aktive Laufbahn beim unterklassigen FC 06 Rodalben, bevor er 1978 zum Zweitligisten Karlsruher SC kam und erkämpfte sich dort unter Trainer Manfred Krafft sofort einen Stammplatz und absolvierte in zwei Spielzeiten 75 der 76 Saisonspiele, in denen er 19 Treffer erzielte. Mit dem KSC stieg er 1980 in die Bundesliga auf. Dort wurde er im defensiven Mittelfeld eingesetzt, was der Torgefährlichkeit des kopfballstarken Blondschopfs nicht abträglich war: in 97 Bundesligaspielen kam er zwischen 1980 und 1983 auf 27 Tore. In der Saison 1981/82 rückte Bold ins Blickfeld der deutschen Nationalmannschaft unter Jupp Derwall, kam aber nicht zum erhofften Einsatz.
In seiner letzten Saison für den KSC überwarf er sich, mittlerweile zum Mannschaftskapitän aufgerückt, mit der Vereinsführung, die ihn daraufhin wegen vereinsschädigenden Verhaltens entließ. Dagegen setzte er sich vor dem Arbeitsgericht erfolgreich zur Wehr, wechselte nach Ende der Spielzeit jedoch zum FC Zürich. 1984 kehrte er für weitere zwei Jahre in die Bundesliga zurück, wo er für den 1. FC Kaiserslautern 25 Einsätze (2 Tore) absolvierte. Trainer beim 1. FCK war zu dieser Zeit Manfred Krafft, den er aus seiner Zeit beim KSC kannte.
Nach seiner aktiven Fußballkarriere arbeitete Gerd Bold zunächst im Präsidium des FCK, 1992 machte er sich als Sportphysiotherapeut selbständig.